# Erhard Altenbrandt
Erhard Altenbrandt (* 1939 in Offenbach am Main; † 15. Mai 2020) war ein deutscher Aikido-Pionier.

## Leben
Altenbrandt wurde im Jahr 1939 in Offenbach geboren. Sein ursprünglicher Beruf ist Maschinenbau-Ingenieur. Nachdem er unter anderem bei Yoshimasa Kimura, Gerd Wischnewski und André Nocquet Aikido gelernt hatte, gründete er 1977 mit Rolf Brand den Deutschen Aikido-Bund (DAB). Altenbrandt war bis 16. Januar 2001 Vizepräsident des DAB. Daneben war er Gründer und 1. Vorsitzender des Aikido-Verbandes Baden-Württemberg (1979 bis 2001).
Aufgrund interner Streitigkeiten gründeten mehrere Aikido-Vereine im Jahr 2002 die Aikido-Union Deutschland (AUD). Altenbrandt legte seine Ämter im DAB nieder und übte bis 2005 das Amt des 1. Vorsitzenden der Aikido-Union Baden-Württemberg e.V. aus. Im gleichen Zeitraum war er Vorsitzender der Technischen Kommission der Aikido-Union Deutschland.

## Graduierungen
- 8. Dan Aikido
- 2. Dan Judo

## Veröffentlichungen
- Armaturen in der Wasserversorgung, 1998